# Foces
Foces fue el nombre de un castillo situado muy cerca del término municipal oscense de Ibieca, España. El nombre fue también utilizado para un pueblo formado alrededor del castillo, además también fue utilizado por una familia noble aragonesa. 

## Historia

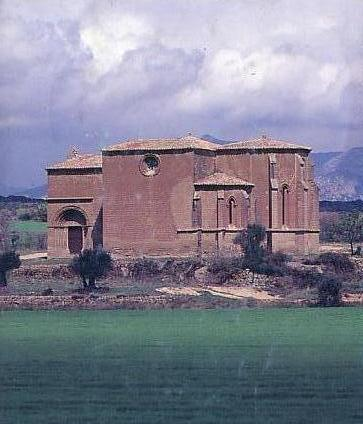
Ermita de San Miguel de Foces

En las proximidades de Ibieca (Huesca) y vigilando la calzada romana de Huesca a Alquézar, existió un castillo denominado Foces, y según cuenta la tradición en la invasión de los árabes a este baluarte cayó en manos de los invasores quienes protegieron su defensa con nuevas avanzadas.
Iniciada la reconquista de esta tierra, fue tomado a los moros y entregado en honor a uno de los caballeros cristianos, quien tomó el nombre de Foces para sí y sus descendientes, formándose alrededor de la fortaleza un castro con viviendas que dio origen al pueblo o lugar de Foces y del que todavía afloran a la superficie restos de cimientos en las inmediaciones de la peña en la que se asentó el castillo.
Dicho pueblo existía aún en el siglo XIII, pero en el siglo XV estaba despoblado. Así pues, Foces es una más de las numerosas poblaciones medievales que quedaron desiertas a consecuencia de la dura crisis del siglo XIV, que tuvo en la Peste Negra de 1348 uno de sus acontecimientos más dramáticos.

## Linaje

### Ortiz de Foces
Ortiz de Foces fue un noble que se encontraba entre aquellos que el 7 de septiembre de 1134 juraron fidelidad en Sariñena al testimonio que ratificó en dicha villa el monarca aragonés Alfonso I el Batallador antes de su muerte.

### Ramón de Foces
Está documentada la presencia de  este caballero entre los que mandó decapitar en Huesca el monarca aragonés Ramiro II el Monje y que en el año 1136, cuando acaeció el hecho de la trágica Campana de Huesca, era uno de los principales ricos-hombres de Aragón. Su cadáver fue sepultado sin cabeza en un sepulcro de piedra en la capital del templo de los caballeros de San Juan de Jerusalén de Huesca, que estaba contigua al palacio real.

### Artal I de Foces
Principal caballero que acompañó a su rey Pedro II a la célebre batalla de Las Navas de Tolosa en el año 1212.
Será él quien lleve al Papa Inocencio III, por orden de nuestro rey, la lanza y el pendón que serían colocados como exvotos en la basílica de San Pedro de Roma. Recibe del pontífice varias reliquias, entre ellas un trozo del "Lignum Crucis", reliquias que estuvieron en la capilla del templo del castillo de Foces, estuvieron en la consagración de la ermita de Santa María del Monte en Liesa (Huesca) y recibiendo durante siglos veneración.

### Eximino de Foces
Será nombrado este rico-hombre aragonés, procurador general del Reino de Valencia en el año 1258 y 1259 necesitando el rey Jaime I dinero para la expedición a la Tierra Santa, le prestará 32.000 sueldos jaqueses, recibiendo de parte del rey, como garantía de la deuda, el empeño de la jurisdicción de varias villas aragonesas.
Desprendido caballero que dona su castillo y la villa de Foces a los caballeros sanjuanistas, además de los lugares de Coscullano y Loscertales, para hacer allí un convento con la obligación de mantener un comendador y trece monjes presbíteros de dicha orden. Igualmente dispuso la obligación de vestir el día de San Miguel a trece pobres.

### Atho de Foces
Sucesor de D. Eximino, cumplió el deseo de su padre dándole sepultura en el lateral derecho del templo de San Miguel de Foces y donde sería enterrado igualmente D. Atho; entre ángeles turifenarios, aparece la Magesta Domini y en el centro Cristo crucificado acompañado de apóstoles, y allí sería enterrado el 13 de octubre de 1302, según reza una cartela inscrita.
Era mesnadero del rey Jaime I, y se habla repetidamente en las crónicas de este rey tanto de la figura de este Foces como de sus gestas. acompañaba a D. Jaime en la muerte de Pedro de Ahones, señor de Bolea, y le ayudó a evadirse ante la celada que le tenían preparada los de Huesca.
Estuvo presente en la muerte del rey Alfonso III el 17 de junio de 1291 y fue comisionado para ir a Mallorca en busca del hermano del finado, el futuro rey Jaime II.
Era padre de Doña Godina, quien más tarde daría nombre al municipio de La Almunia de Doña Godina.

### Ximeno de Foces
Ximeno de Foces fue un rico-hombre del linaje de los Foces que con su mesnada fue en el año 1309 a la cruzada contra los moros de Granada. Sus descendientes se incorporaron a la Casa de Zúñiga. Una rama descendiente, establecida en Bizancio en el siglo XV, pasó más tarde a Granadilla y luego a Andalucía.

### Artal de Foces II
Gobernador del Reino de Mallorca, estuvo casado con Doña Esclaramunda, hija de Sancho I de Mallorca y de Doña Saura, hija de Ferrer de Roselló, que murió en el año 1371, pasando a contraer segundas nupcias con Sibila de Fortiá, hija de Berenguer, señor de Fortià en el Ampurdán, falleciendo al poco de Don Artal, casaría su viuda Doña Sibila con el rey de Aragón, Pedro IV "El Ceremonioso", que ya era viudo de tres mujeres y que la tomó por esposa en el año 1377.

### Diego de Foces
Militar de la familia Foces que vivió en Zaragoza sobre el siglo XVI.

### Josef de Foces
Maestre de Campo que vivió sobre el siglo XVII.

### Ramiro de Foces
La rama directa de los Foces continúa con Ramiro de Foces, que militó a las órdenes de Fernando III y era señor del castillo y villa de Albaida.

### Por último
Si bien cambiaron la F por la H castellana, pasando a apellidarse Hoces y ascendiendo a la categoría de condado con el título de Hornachuelos, según privilegio concedido por el rey Felipe IV con fecha 21 de julio de 1640.

## Escudo
- Sus armas heráldicas habituales eran escudo de oro con tres hoces de podar en azur y dispuestas en triángulo.
- Otras veces figura como variante escudo de oro con cinco podaderas de plata empuñadas de oro.
- O escudo de gules con tres podaderas de oro dispuestas en ángulo.